# Ozyptila bicuspis
Ozyptila bicuspis är en spindelart som beskrevs av Simon 1932. Ozyptila bicuspis ingår i släktet Ozyptila och familjen krabbspindlar. Inga underarter finns listade i Catalogue of Life.